# ミシェル・マクラフリン
ミシェル・マクラフリン（Michelle McLaughlin、1986年6月19日 - ）は、アメリカ合衆国のアダルトモデル。2008年2月の「今月のプレイメイト」として知られる。

## 経歴・人物
1986年6月19日、カリフォルニア州レッドウッドシティに生まれる。
大学では心理学を専攻。
大学在学中の2009年10月20日、スカパー！の「プレイボーイチャンネル」のプロモーションのため初来日。記者会見には姉妹チャンネルの「チャンネル・ルビー」の専属イメージガールを務める木下柚花とともに臨む。

### 人物
好みのタイプは黒い髪と黒い瞳、ただしハンサムでないといけないし、自らと同じように野球が好きな人。

### 私生活
2010年11月7日、元野球選手のF. P. Santangeloと10か月の交際を経て結婚。